# Вулиця Тесленка (Київ)
Ву́лиця Тесле́нка — зникла вулиця, що існувала в Дарницькому районі міста Києва, місцевість Село Шевченка. Пролягала від провулку Архипа Тесленка до Брацлавської вулиці.

## Історія
Виникла ймовірно не пізніше кінця 1940-х років. Назву на честь видатного українського письменника Архипа Тесленка вулиця отримала 1955 року.
Ліквідована в середині 1980-х років у зв'язку зі знесенням малоповерхової забудови села Шевченка та частини Нової Дарниці.